# Археологически музей, Созопол
Археологическият музей в Созопол представя археологически, исторически и културни находки от края на VІ хил. пр.н.е. до ХVІІ век. Созопол през Античността е бил  гръцка колония Аполония Понтика. Музеят е включен под номер 8 в  Стоте национални туристически обекта.  Сбирката се развива в две насоки – археология (V хилядолетие пр.н.е.– XVII в.) и християнско изкуство (XVII-ХІХ век).
През 1961 г. Светият синод предоставя сградата на храма „Св. св. Кирил и Методий“ за създаване на археологически музей, в който да се съхраняват непрекъснато откриваните артефакти от миналото на Созополския край. Днес музеят се намира в сградата на читалището в старата част на града на ул. „Хан Крум“ 2.
Най-забележителни са колекциите от каменни и оловни котви и щикове – ІІ-І хил. пр.н.е., древногръцки рисувани вази – VІ-V век пр.н.е. и антични и средновековни амфори – VІ век пр.н.е.-ХІV в.
В Археологическия музей може да бъде видяно алабастрово ковчеже, в което векове са били съхранявани мощи, предполагаемо на св. Йоан Предтеча, и малка кутийка с надпис на гръцки език, която разказва за пътя на мощите до остров Свети Иван.